# Min (beroep)

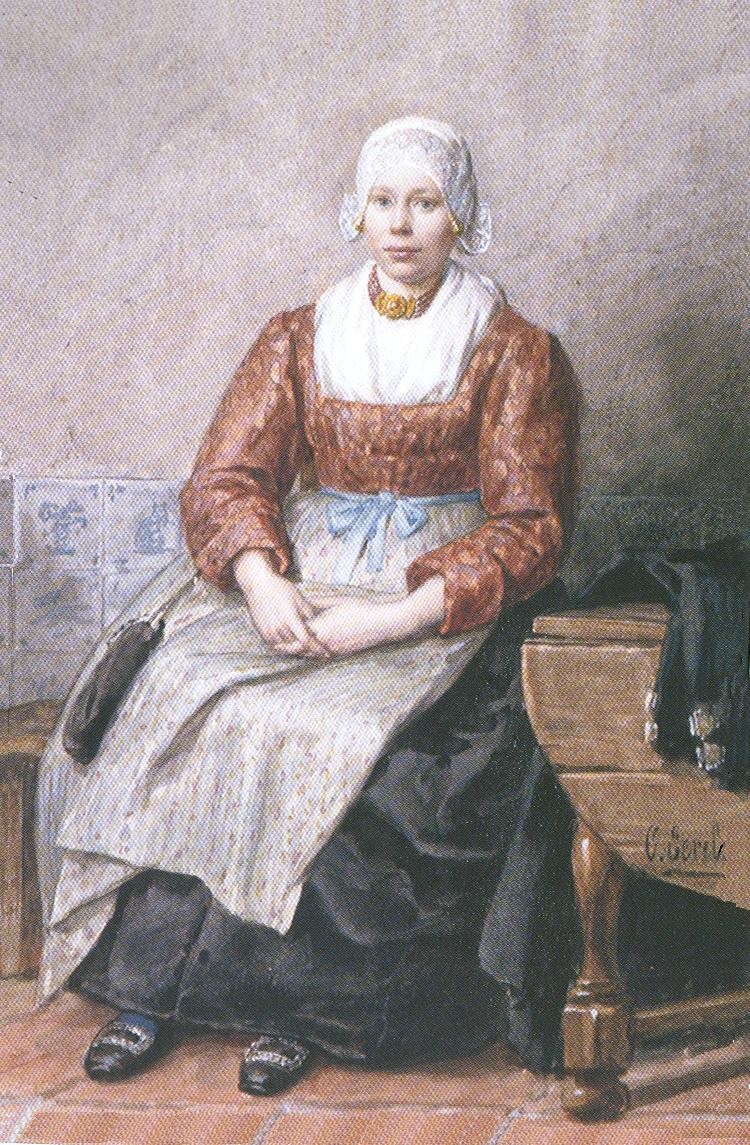
Evertje Schouten, de min van prinses Wilhelmina, portret door Otto Eerelman in de Koninklijke Verzameling

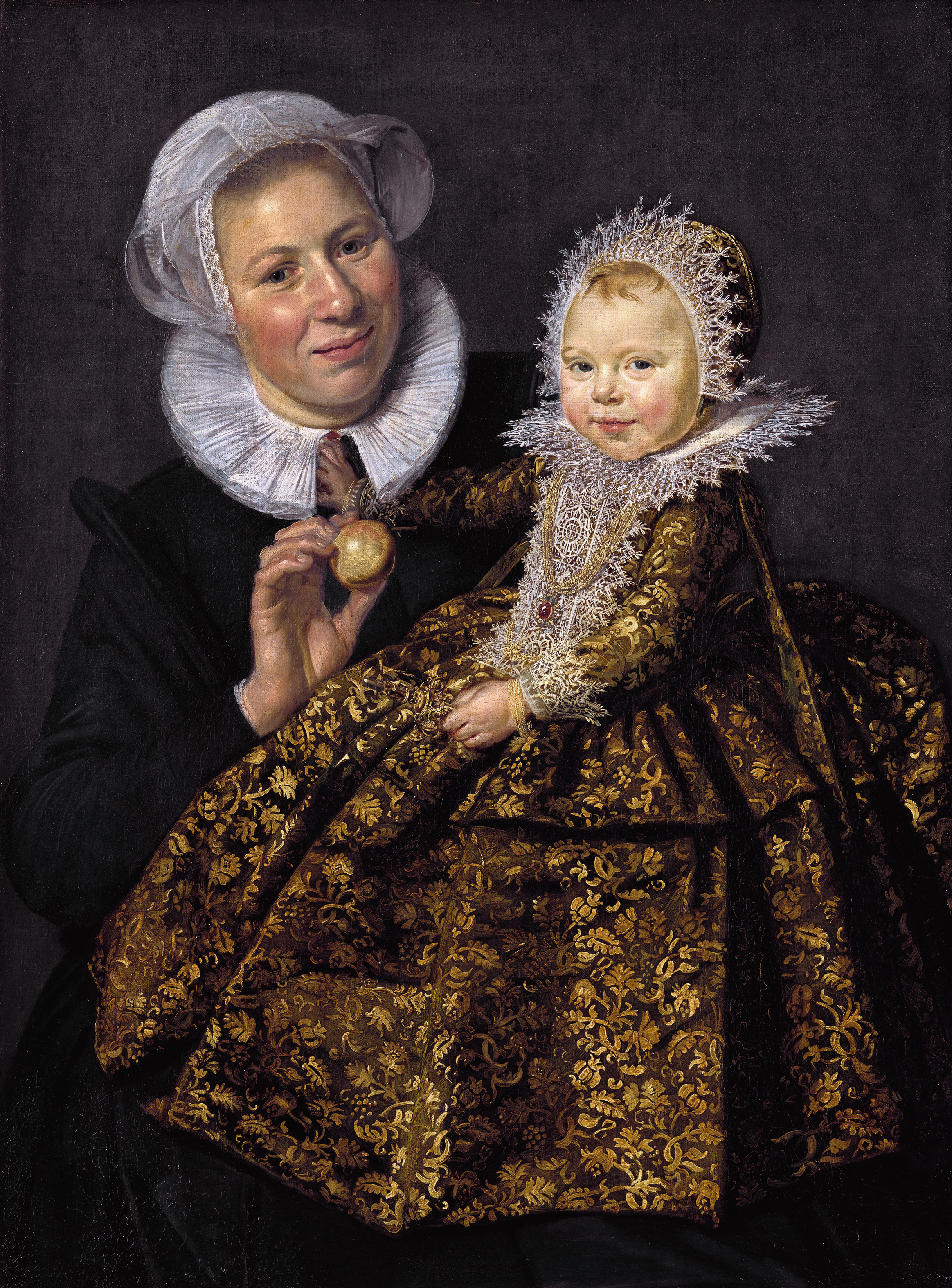
Catharina Hooft als kind met haar min, geschilderd door Frans Hals

Een min, ook genoemd stilster, voedster, zoogster, zoogvrouw of zoogmoeder, in verouderde vorm baker, minnemoeder of minne, is een vrouw die het kind van een ander (meestal tegen vergoeding) borstvoeding geeft. In het Engels spreekt men van een "wet nurse", in het Duits van een "Amme", in het Frans van een "nourrice".
Ondanks de grote voordelen van de borstvoeding is het niet altijd en overal populair geweest om het eigen kind te voeden. In de geschiedenis zijn er perioden geweest dat vrouwen uit de adel en de bourgeoisie het geven van borstvoeding overlieten aan betaalde hulpen, minnemoeder of min geheten.
De band tussen min en zuigeling werd, omdat men de moedermelk ook karaktervormende eigenschappen toedichtte, een familieband, waarin ook de natuurlijke kinderen van de min een rol speelden. Tot in de 20e eeuw is het kraambed omringd geweest met mythen en bijgeloof. De min en de moedermelk hebben daar ook aan deel, de uitdrukking "dat heeft hij met de moedermelk binnengekregen/ingezogen" verwijst ernaar. In die tijd - en ook nu nog wel - meende men dat bier drinken het op gang brengen en houden van de borstvoeding ten goede kwam. Ook deze gedachte kan naar het rijk der fabelen worden verwezen.
Omdat men in een invloed op het karakter van de zuigeling geloofde werd de min met zorg uitgezocht. Naast een goed karakter moest zij uiteraard kort van tevoren zelf een kind hebben gebaard. Dat kind werd meestal uitbesteed om de opdrachtgevers te verzekeren van het exclusieve recht op de melk (het zog) van de min. Verder werden de smaak en het volume van het zog beoordeeld. 
Ook in de Nederlanden heeft men gebruikgemaakt van minnen. Catharina Hooft werd gevoed door een zoogmoeder, in 1619 of 1620 door Frans Hals geportretteerd. Dat werk maakt deel uit van de collectie van de Gemäldegalerie in Berlijn en staat bekend als Catharina Hooft met haar min en als Portret van Catharina Hooft. In het Duits wordt dit portret Catharina Hooft mit ihrer Amme genoemd. Prinses Anna van Hannover daarentegen gaf haar kinderen zelf de borst. In navolging van koningin Victoria, die het zogen "minderwaardig en afschuwelijk vond", zagen veel aristocratische vrouwen in de late 19e eeuw af van borstvoeding. Koningin Wilhelmina gaf haar dochter Juliana wel zelf de borst.

## Bekende personen gevoed door een min
- Willem III van Oranje (door Elisabeth van den Brouck van 28 april 1651 tot 28 oktober 1653)
- De profeet Mohammed (door Halimah bint Abi Dhuayb)
- Napoleon Bonaparte (door een vrouw Camilla genaamd)
- Prinses Wilhelmina (door Evertje Schouten)

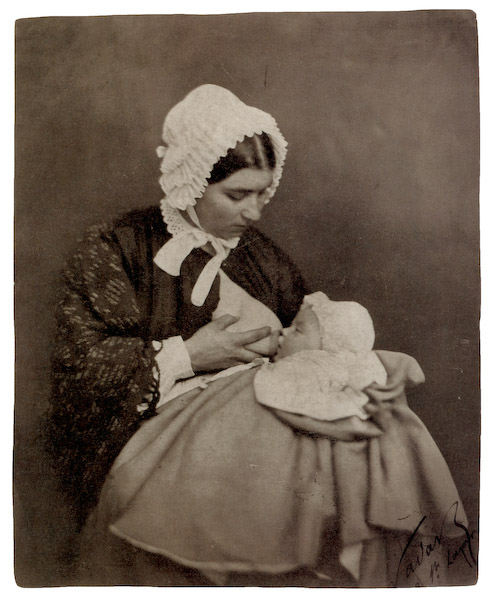
De min van de toekomstige fotograaf Paul Nadar
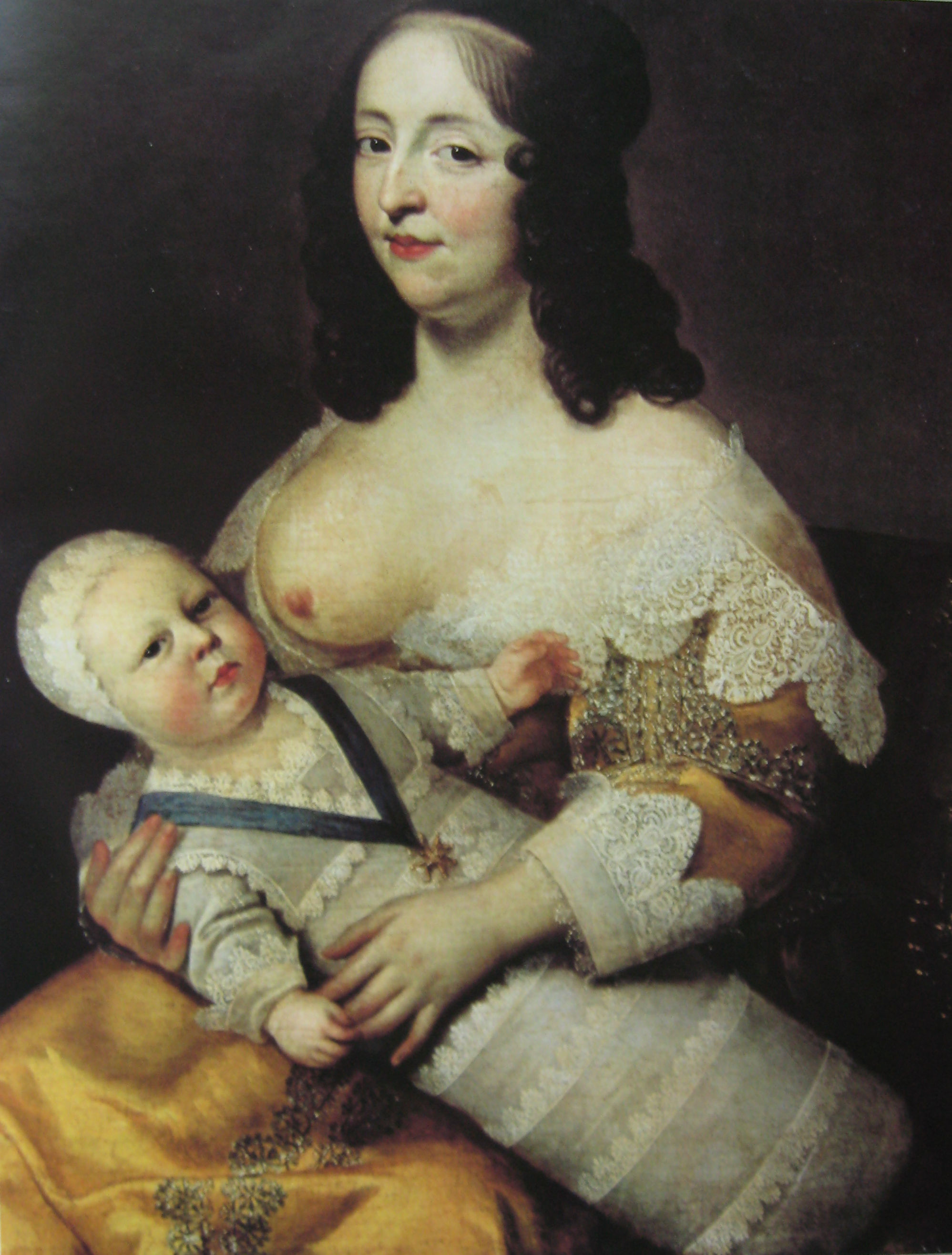
Min Longuet de la Giraudiere met de ingebakerde toekomstige koning Lodewijk XIV
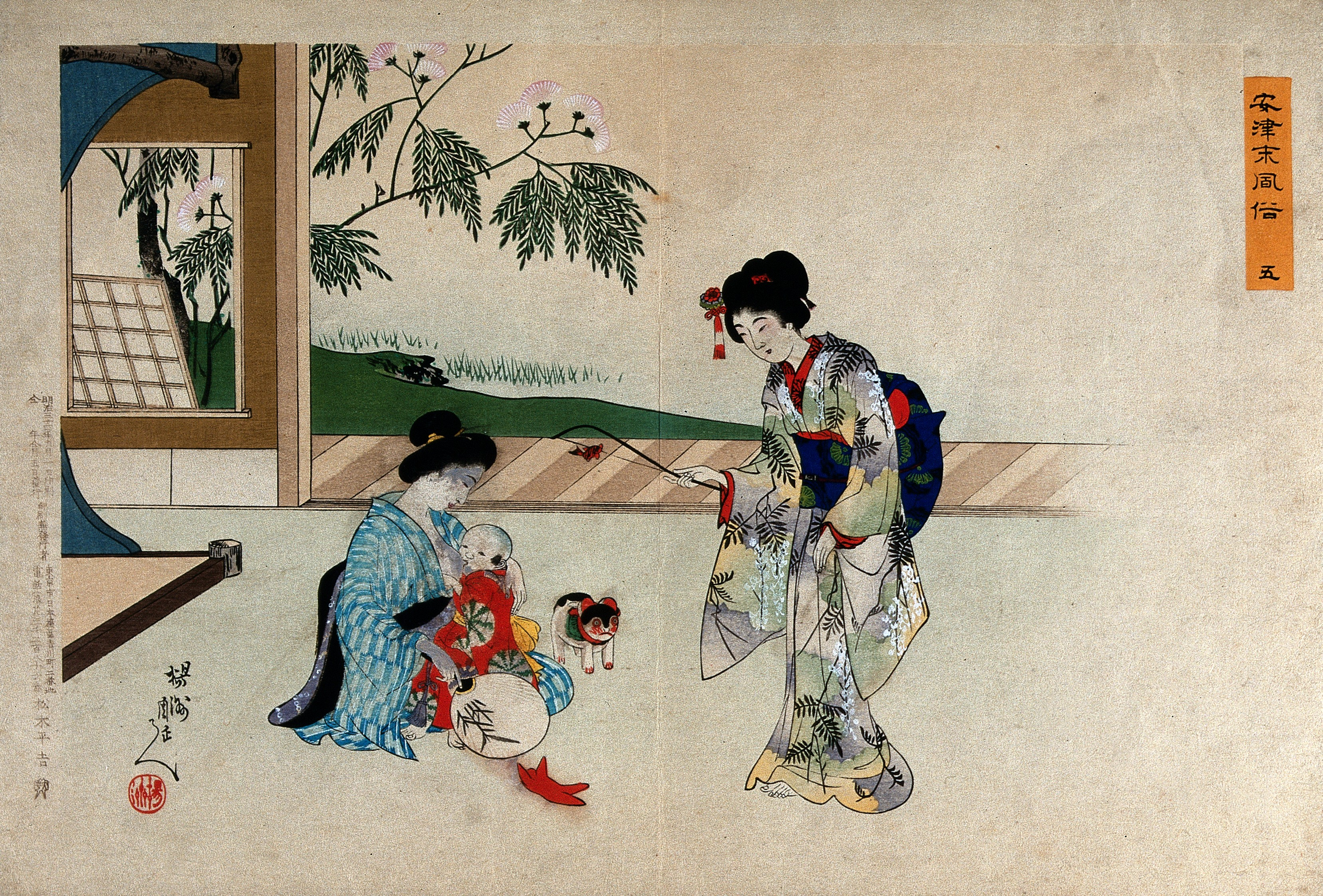
Japanse prent met een voedster, waarbij de moeder toekijkt, door Toyohara Chikanobu